# Олден (Айова)
Олден (англ. Alden) — місто (англ. city) в США, в окрузі Гардін штату Айова. Населення — 763 особи (2020).

## Географія
Олден розташований за координатами 42°30′36″ пн. ш. 93°22′46″ зх. д. / 42.51000° пн. ш. 93.37944° зх. д. (42.509964, -93.379424).  За даними Бюро перепису населення США в 2010 році місто мало площу 4,46 км², з яких 4,42 км² — суходіл та 0,04 км² — водойми.

## Демографія
Згідно з переписом 2010 року, у місті мешкало 787 осіб у 338 домогосподарствах у складі 214 родин. Густота населення становила 176 осіб/км².  Було 368 помешкань (82/км²).
Расовий склад населення:
| - 97,5 % — білих - 0,5 % — чорних або афроамериканців - 0,3 % — азіатів - 0,1 % — корінних американців |

До двох чи більше рас належало 1,7 %. Частка іспаномовних становила 1,1 % від усіх жителів.
За віковим діапазоном населення розподілялося таким чином: 23,6 % — особи молодші 18 років, 58,5 % — особи у віці 18—64 років, 17,9 % — особи у віці 65 років та старші. Медіана віку мешканця становила 41,6 року. На 100 осіб жіночої статі у місті припадало 102,3 чоловіків;  на 100 жінок у віці від 18 років та старших — 98,3 чоловіків також старших 18 років.
Середній дохід на одне домашнє господарство  становив 53 604 долари США (медіана — 48 173), а середній дохід на одну сім'ю — 62 314 долари (медіана — 58 125). Медіана доходів становила 41 098 доларів для чоловіків та 24 417 доларів для жінок. За межею бідності перебувало 7,7 % осіб, у тому числі 11,3 % дітей у віці до 18 років та 4,8 % осіб у віці 65 років та старших.
Цивільне працевлаштоване населення становило 469 осіб. Основні галузі зайнятості: сільське господарство, лісництво, риболовля — 27,3 %, освіта, охорона здоров'я та соціальна допомога — 20,3 %, роздрібна торгівля — 13,6 %, будівництво — 10,9 %.